# Šahmeri
Šahmeri es un pueblo en el municipio de Srebrenik, Bosnia y Herzegovina.

## Historia
El asentamiento de Šahmeri se creó en 1971 al separarlo del asentamiento de Seona.

## Demografía
Según el censo de 2013, su población era de 108 habitantes.